# دورة فرنسا المفتوحة 2014
دورة فرنسا المفتوحة 2014 هي النسخة 113 من دورة رولان غاروس الدولية، امتدت من 25 مايو إلى 8 يونيو 2014 بباريس (فرنسا).

## الفائزون
- رافاييل نادال لفردي الرجال.
- ماريا شارابوفا لفردي السيدات
- جوليان بينيتو ادوارد روجيه فاسلين لزوجي الرجال
- هسيه سو وي بنغ شواي لزوجي السيدات.